# سی‌اس‌اس چیکاموگا
سی‌اس‌اس چیکاموگا (به انگلیسی: CSS Chickamauga) یک کشتی بود.